# 징싱 광구
징싱 광구(한국어: 정형광구, 중국어: 井陉矿区, 병음: Jǐngxíng Kuàngqū)는 중화인민공화국 허베이성 스자좡 시의 행정구역이다. 넓이는 56km2이고, 인구는 2007년 기준으로 100,000명이다.

## 행정 구역
2개의 가도, 2개의 진, 1개의 향을 관할한다.
- 가도: 矿市街道, 四微街道
- 진: 贾庄镇, 凤山镇
- 향: 横涧乡